# Loxothylacus engeli
Loxothylacus engeli is een krabbezakjessoort uit de familie van de Sacculinidae. De wetenschappelijke naam van de soort is voor het eerst geldig gepubliceerd in 1968 door Boschma.